# Гвардійці короля
Гвардійці короля (англ. The King's Guard) — американський пригодницький фільм 2000 року.

## Сюжет
Після нападу на королівський замок змовників на чолі з підступним лордом Мортоном, принцесі Гвендолін вдалося сховатися разом зі скарбами корони і елітним загоном з семи гвардійців батька. Колишній командир королівської гвардії Талберт, який перейшов на бік ворога, відправляється в погоню. Але його мета не тільки королівське золото. Талберт має намір захопити Гвендолін і зробити її своєю дружиною.

## У ролях
- Ерік Робертс — Августу Талберт
- Рон Перлман — Лорд Мортон
- Леслі-Енн Даун — королева Беатріс
- Девід Бікрофт — сержант Драммонд
- Брайан Казінс — Отто
- Джералд Патрік Кокс — сер Джеральд
- Кіт Девлін — Ардон ДеАвалон
- Абба Елфмен — Адам
- Джейсон Фаульске — бандит / фехтувальник
- Делія Форд — селянка
- Кейсі Фокс — Кеті Макдір
- Марк Гадбуа — бандит з білим прапором
- Роберт Дж. Гудвін — Мастер Роберт
- Крістін Хаджи — Роксана
- Маттіас Г'юз — Ангус
- Чейс Джаззборн — бандит / фехтувальник
- Ешлі Джонс — принцеса Гвендолін
- Монті Джордан — бандит з білим прапором
- Ребекка Керкленд — Фрейліна
- Джейсон Льюїс — Вільям
- Ерік Дж. Лонг — бандит / фехтувальник
- Пол Моннаган — фехтувальник
- Джон Нап'є — Джонатан Росельвайт
- Ренді Оппенгаймер — головний бандит
- Ерл Робінсон — Дональд
- Тревор Ст. Джон — капітан Джон Рейнольдс
- Кріс Торрес — Де Ла Круз
- Алекс Ван Амбург — Девід Торп
- Скіп Вайлдер — Лейтенант Томас Блеквелл